# Louis Tuaire
Louis Tuaire (9 novembre 1999) è uno sciatore alpino francese.

## Biografia
Attivo in gare FIS dal dicembre del 2015, Louis Tuaire ha esordito in Coppa Europa il 23 gennaio 2017 a Méribel in supergigante (63º). Non ha debuttato in Coppa del Mondo e non ha preso parte a rassegne olimpiche o iridate.

## Palmarès

### Coppa Europa
- Miglior piazzamento in classifica generale: 80º nel 2023

### Campionati francesi
- 1 medaglia:
  - 1 argento (combinata nel 2019)